# Font de Santa Eulàlia
La Font de Santa Eulàlia és un monument escultòric situat a la plaça del Pedró de Barcelona, catalogat com a bé cultural d'interès local. Construïda el 1673, és considerada com el monument més antic de la ciutat. Fou obra de Benet Parés i Josep Darder, tot i que pocs anys després la imatge de la santa va ser substituïda per altra de Llàtzer Tramulles i Lluís Bonifaç, la qual va ser destruïda el 1936; l'actual, del 1951, és obra de Frederic Marès.

## Història i descripció

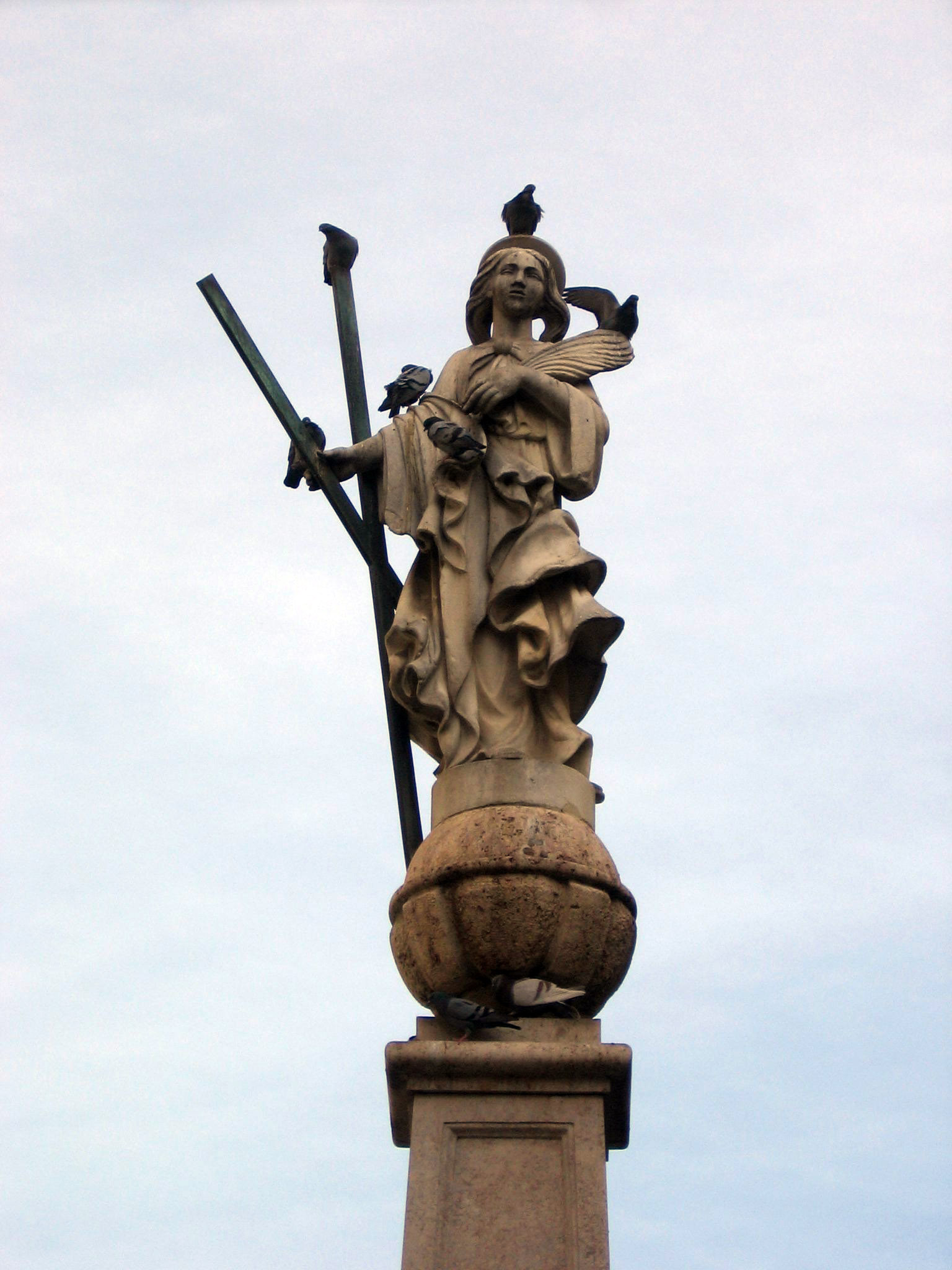
Figura de la santa

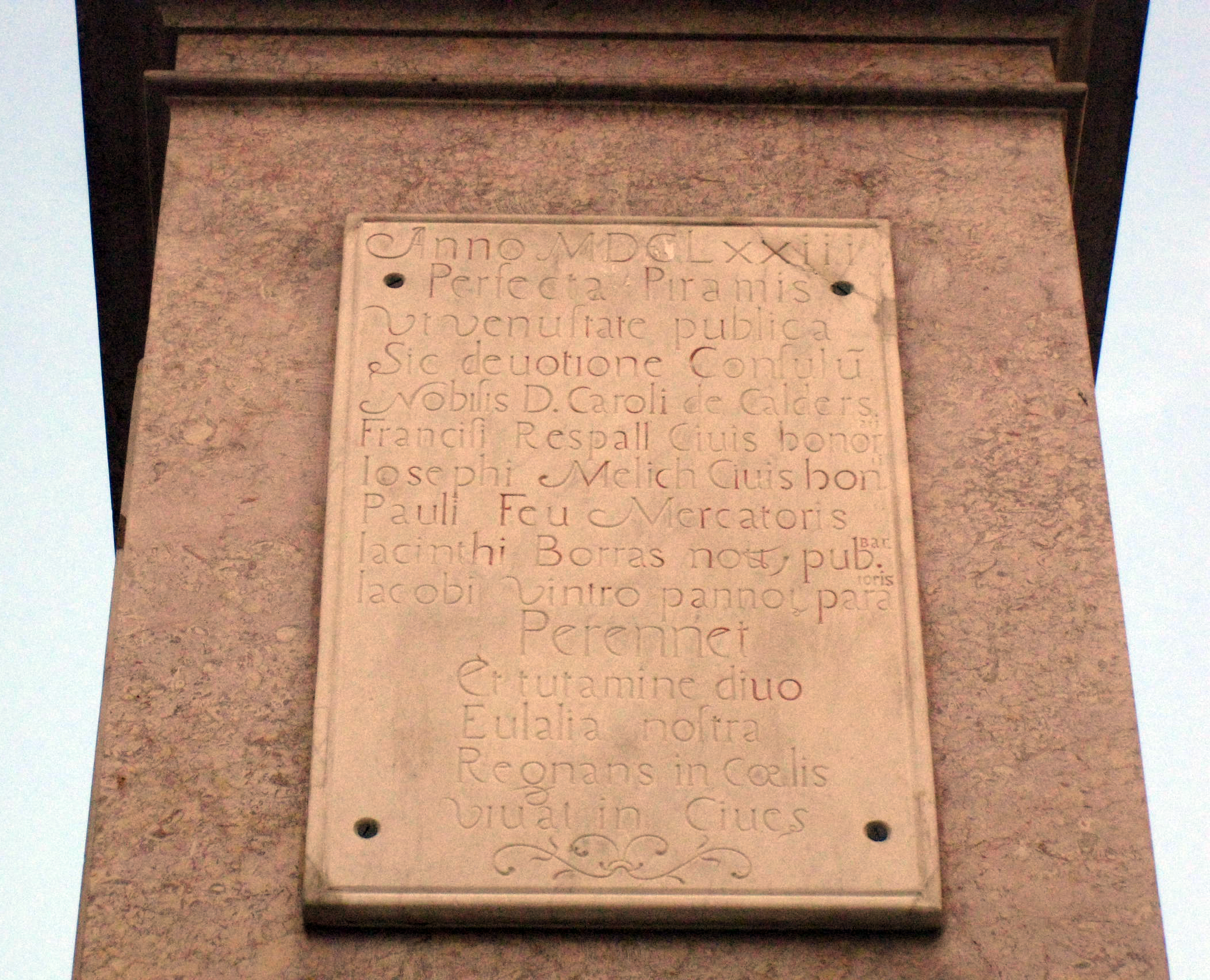
Inscripció

La idea d'erigir un monument a Santa Eulàlia, patrona de Barcelona, va sorgir a començaments del segle xvii. El 1616 es va construir un obelisc dedicat a la santa a la plaça del Blat (actualment de l'Àngel), obra de Rafael Plansó. Malgrat tot, en lloc d'una imatge de la santa l'obelisc estava rematat per un àngel, obra de Felip Ros, el qual assenyalava amb una mà una imatge de la patrona barcelonina situada al portal de Sant Antoni, i amb l'altra apuntava al lloc on un àngel s'havia presentat a la comitiva que traslladava les despulles de la màrtir a la Catedral. Aquest monument fou enderrocat el 1823 perquè obstaculitzava el trànsit, i la figura de l'àngel va ser col·locada en una fornícula de l'Hospital de Sant Llàtzer, a la mateix plaça.
Posteriorment va sorgir la iniciativa d'un nou monument que mostrés la imatge de la santa, i es va escollir com a ubicació la plaça del Pedró, a la confluència dels carrers del Carme i de l'Hospital, al Raval. Una antiga llegenda relatava que en aquest indret la santa havia sigut crucificada nua, a l'època del pretor Dacià. Així doncs, el 1670 el Consell de Cent va encarregar la construcció del monument al fuster Josep Darder, el qual va fer un model en fusta que va ser substituït dos anys més tard per l'obra definitiva, en marbre blanc i negre, a càrrec del mestre d'obres Benet Parés. La primera pedra va ser col·locada el 14 de setembre de 1672, data en què es va realitzar una reixa de protecció del monument, elaborada per Josep Gamot. En darrer lloc, l'obra, que consistia en un obelisc de forma piramidal amb diferents seccions de variat diàmetre, va ser coronada per la imatge de la santa, una obra en fusta de Josep Darder. El monument fou inaugurat el 29 de novembre de 1673. Per la seva data de construcció és considerat el monument públic més antic que es conserva a la ciutat al seu emplaçament original, malgrat que l'obra en si ha sigut restaurada diversos cops i ja no pot considerar-se com l'original.
Al cap de pocs anys, la imatge de fusta es veia ja deteriorada, per la qual cosa es va pensar a substituir-la per una altra de marbre. Els encarregats de la nova estàtua van ser Llàtzer Tramulles i Lluís Bonifaç, els quals van acabar la feina el 1687. Van elaborar una imatge de la santa dempeus amb els atributs del seu martiri: la palma i la creu en aspa. Va caldre reforçar llavors l'obelisc que sustenta l'estàtua, ja que l'anterior estava calculat per a la imatge de fusta, i es va realitzar un nou basament confeccionat per Miquel Colomer, amb l'ajuda del paleta Jaume Arnaudies i l'argenter Hilari Fornaguera.
El 1823, l'Ajuntament del Trienni Liberal va pretendre desmuntar el monument, però la forta oposició popular va fer que tan sols es traslladés uns metres, a un racó de la plaça. El canvi de règim va assegurar la seva pervivència, i el nou governador militar, Francisco Bernaldo de Quirós y Mariño de Lobera, marquès de Campo Sagrado, va tenir la idea de convertir el monument en font, adaptació que va ser a càrrec de Josep Mas i Vila. La nova font fou inaugurada el 12 de febrer de 1826, data en què es van col·locar quatre plaques a cada costat de la base de l'obelisc: una rememorava el martiri de la santa l'any 303, una altra la col·locació de la primera pedra, una altra la inauguració del monument, i una altra la seva data de reconstrucció; també es va col·locar al sòcol una altra placa dedicada al marquès de Campo Sagrado.
El monument va ser enderrocat el 19 de juliol de 1936, al començament de la Guerra Civil. Tan sols va romandre la base, que va seguir com a font. El cap de la santa va ser rescatat per uns veïns, els quals la van guardar durant la pugna; actualment es conserva al Museu d'Història de Barcelona. El 1951 el monument va ser reconstruït amb una nova imatge, obra de Frederic Marès. El 1982 el conjunt va ser retornat al mig de la plaça, a la seva ubicació original, i el 1997 fou restaurat per Marta Polo.